# Grammy Awards de 2011
A 53.ª cerimônia anual do Grammy Awards foi realizada em 13 de fevereiro de 2011, na arena Staples Center de Los Angeles, Califórnia. A atriz e cantora Barbra Streisand foi a homenageada da edição com o prêmio Pessoa do Ano MusiCares, sendo anunciada dias antes da cerimônia principal. As indicações foram anunciadas em 1 de dezembro de 2010, abrangendo todas as produções e artistas ativos de 1 de setembro de 2009 a 30 de setembro de 2010. A Academia da Gravação concedeu um total de 109 prêmios em diversas categorias, sendo que a grande maioria destes prêmios foi apresentada antes da cerimônia televisionada em evento no Los Angeles Convention Center.
A banda canadense Arcade Fire venceu a categoria Álbum do Ano com The Suburbs, tornando-se o primeiro artista de indie a vencer o prêmio, para a surpresa de muitos especialistas. A canção "Baba Yetu", de Christopher Tin, venceu o prêmio de Melhor Arranjo Instrumental, sendo a primeira canção originária de um jogo eletrônico premiada.
O grupo Lady Antebellum foi o maior vencedor da edição, com cinco prêmios vencidos, incluindo os de Gravação do Ano e Canção do Ano por "Need You Now". Outros múltiplos vencedores da edição foram David Frost, John Legend, Lady Gaga, Jay Z e Jeff Beck, com três prêmios cada um. Por sua vez, Eminem, The Black Keys, Herbie Hancock, Alicia Keys, The Roots e BeBe Winans venceram dois prêmios, cada um. O rapper Eminem foi ainda o artista mais recorrente, tendo recebido dez indicações.

## Apresentações

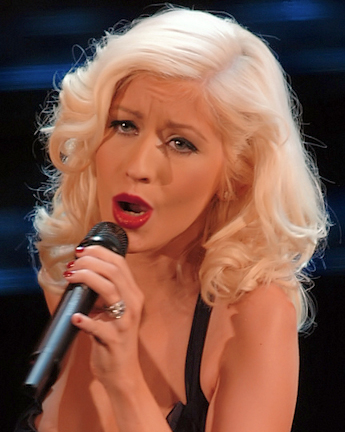
Christina Aguilera
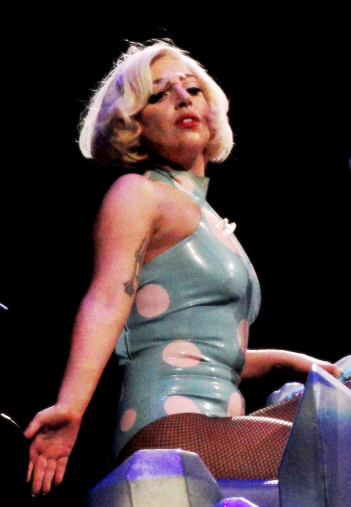
Lady Gaga
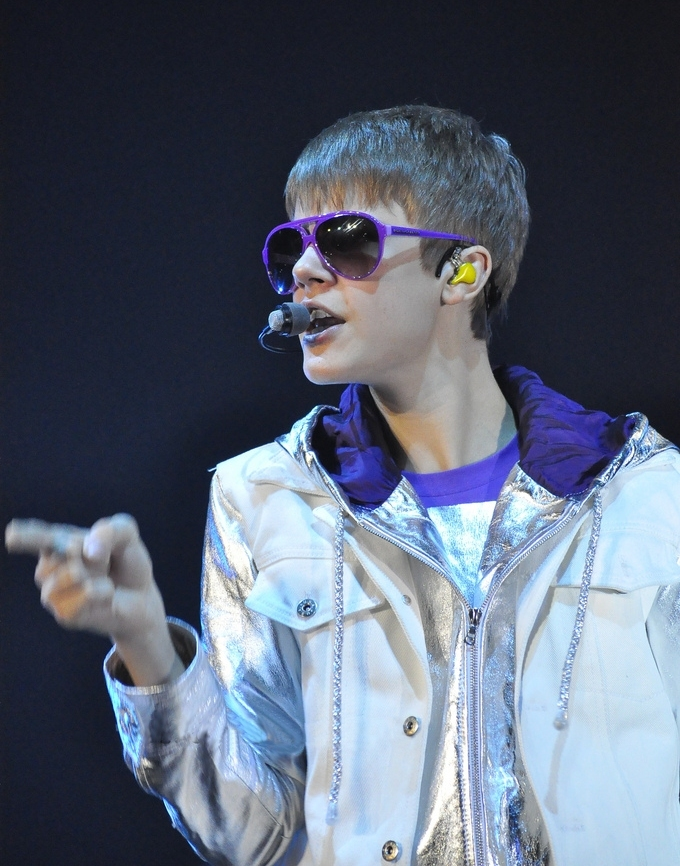
Justin Bieber
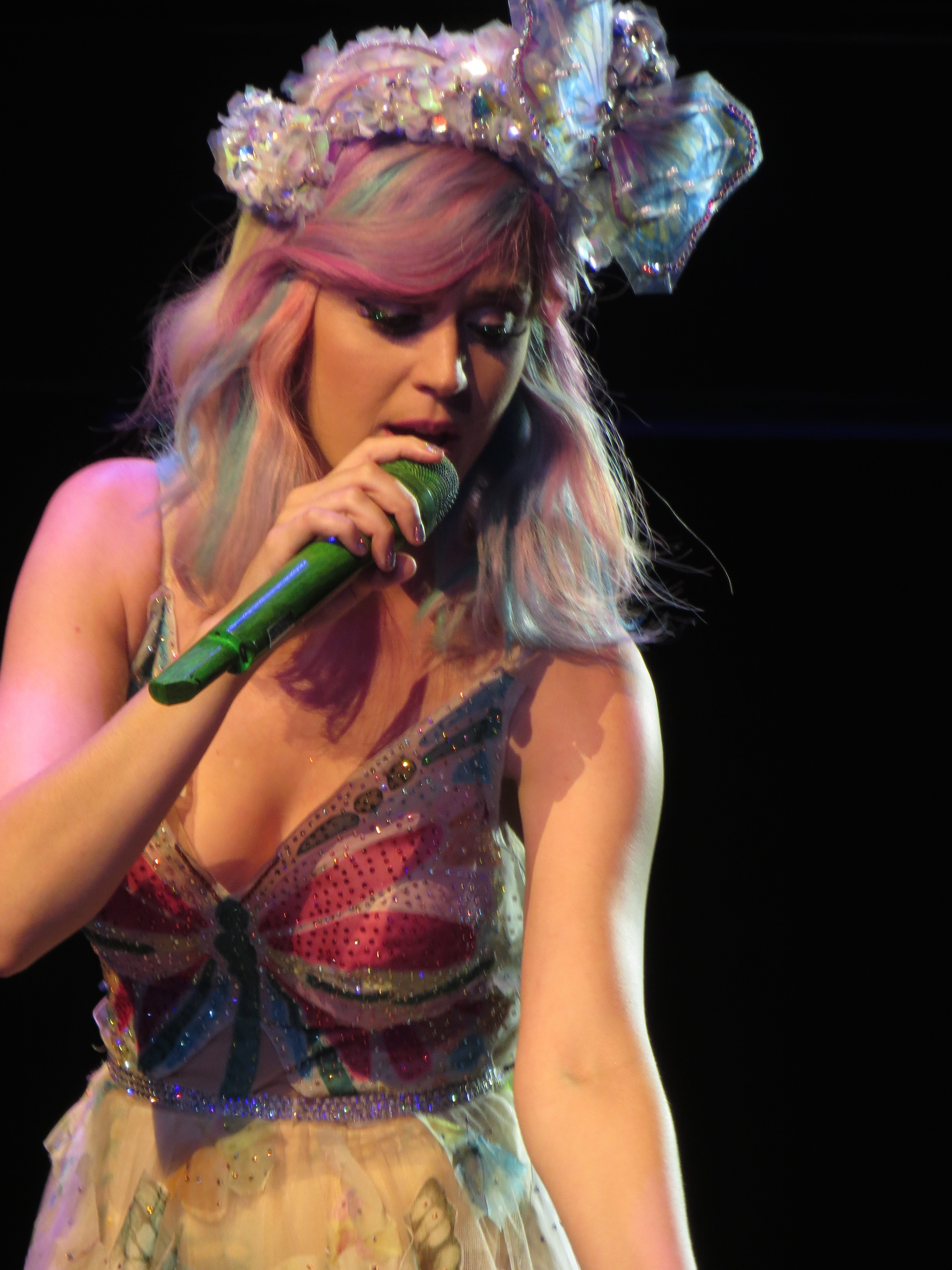
Katy Perry
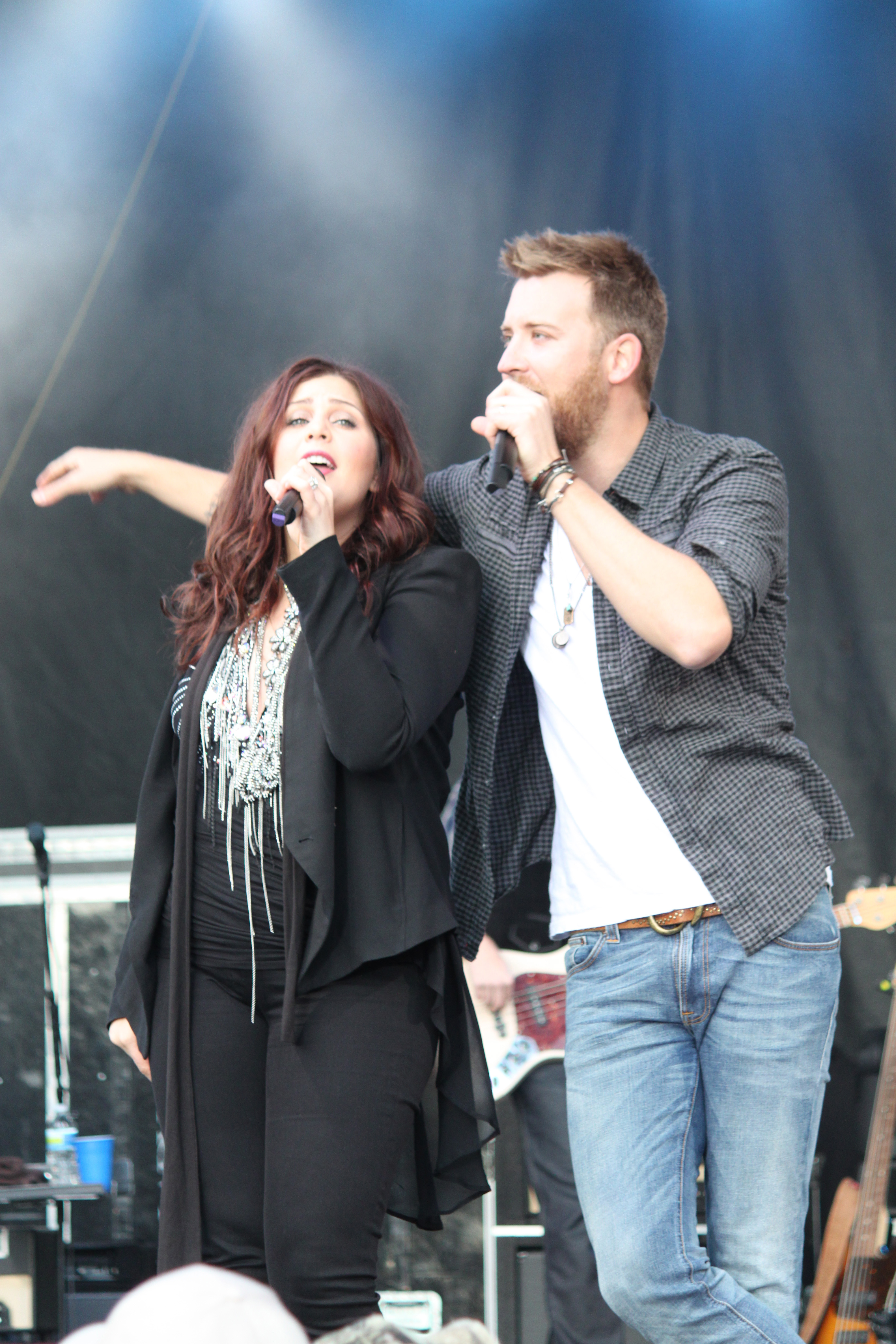
Lady Antebellum
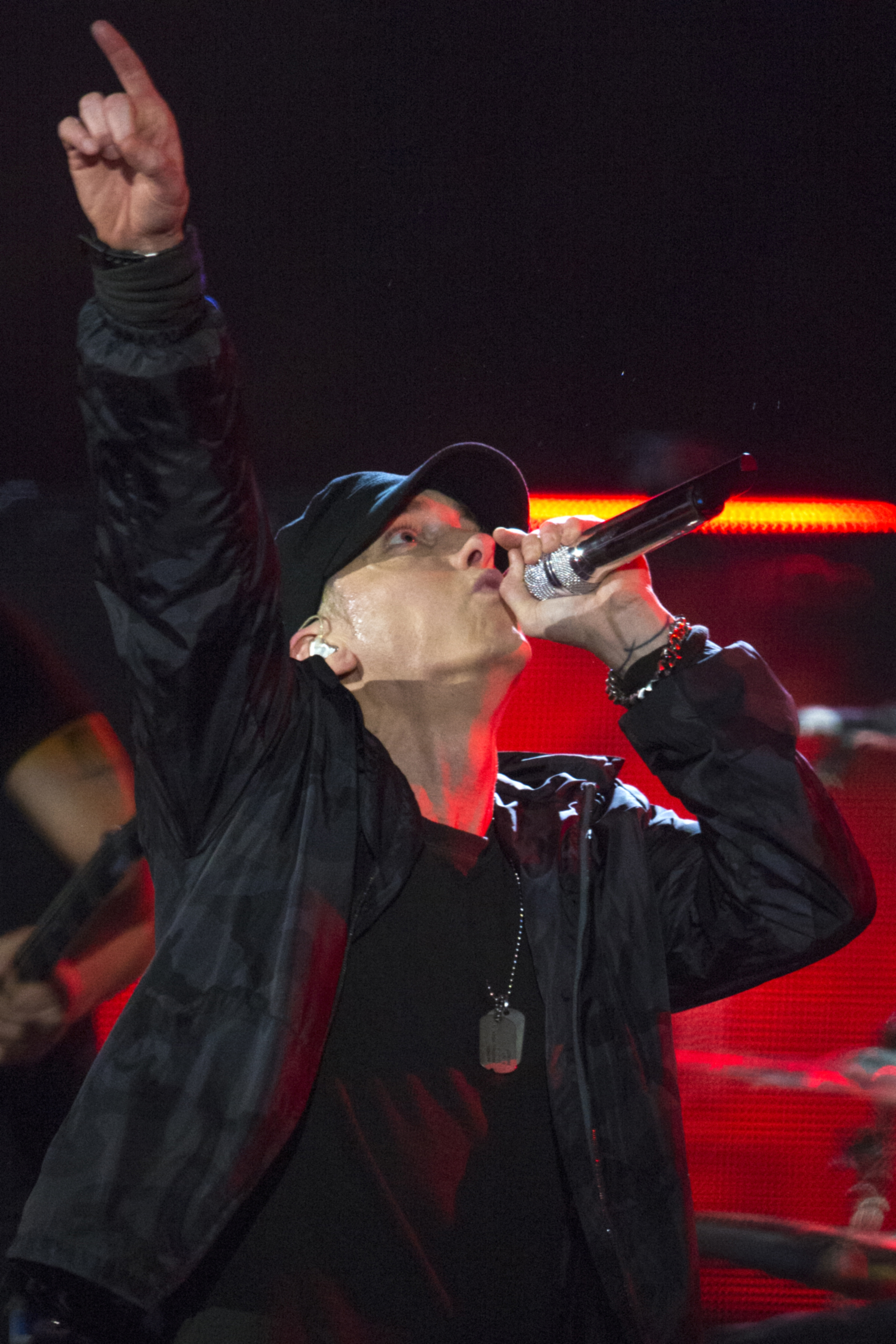
Eminem
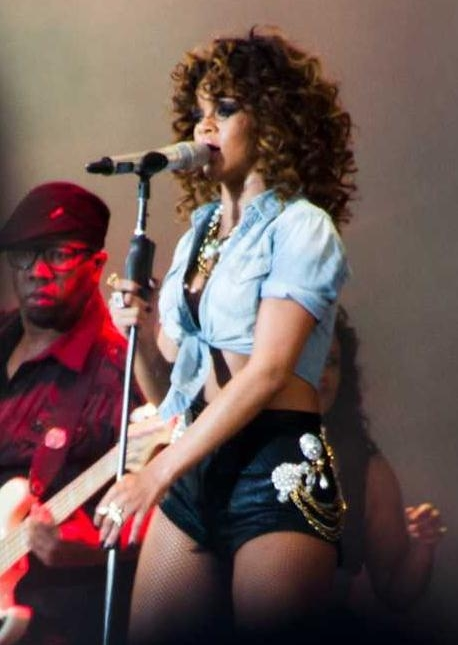
Rihanna

- Yolanda Adams — "(You Make Me Feel Like) A Natural Woman" / "Spirit in the Dark"
- Christina Aguilera — "Ain't No Way"
- Jennifer Hudson — "Respect"
- Martina McBride — "Until You Come Back to Me (That's What I'm Gonna Do)"
- Florence Welch — "Think" / "Sisters Are Doin' It for Themselves"
- Lady Gaga  — "Born This Way"
- Miranda Lambert — "The House That Built Me"
- Muse — "Uprising"
- B.o.B, Bruno Mars e Janelle Monáe — "Nothin' on You" / "Grenade" / "Cold War"
- Justin Bieber e Jaden Smith — "Baby" / "Never Say Never"
- Usher — "OMG"
- Mumford & Sons, The Avett Brothers e Bob Dylan — "The Cave (canção)" / "Head Full of Doubt/Road Full of Promise" / "Maggie's Farm"
- Lady Antebellum — "If You Don't Know Me By Now" / "American Honey" / "Need You Now"
- Cee-Lo Green, Gwyneth Paltrow e Henson Company Puppets — "Fuck You"
- Katy Perry — "Not Like the Movies" / "Teenage Dream"
- Norah Jones, John Mayer e Keith Urban — "Jolene"
- Eminem, Adam Levine, Rihanna, Skylar Grey e Dr. Dre — "Love the Way You Lie (Part II)" / "I Need a Doctor"
- Mick Jagger e Raphael Saadiq — "Everybody Needs Somebody to Love"
- Barbra Streisand — "Evergreen"
- Rihanna e Drake — "What's My Name?"
- Arcade Fire — "Month of May"

## Vencedores e indicados

### Categorias gerais
| Gravação do Ano - "Need You Now" – Lady Antebellum - "Nothin' on You" – B.o.B e Bruno Mars - "Love the Way You Lie" – Eminem e Rihanna - "Fuck You" – Cee-Lo Green - "Empire State of Mind" – Jay-Z e Alicia Keys                    | Álbum do Ano - The Suburbs – Arcade Fire - Recovery – Eminem - Need You Now – Lady Antebellum - The Fame Monster – Lady Gaga - Teenage Dream – Katy Perry |
| Canção do Ano - "Need You Now" – Lady Antebellum - "Beg, Steal or Borrow" – Ray LaMontagne and the Pariah Dogs - "Fuck You" – Cee Lo Green - "The House That Built Me" – Miranda Lambert - "Love the Way You Lie" – Eminem e Rihanna | Artista Revelação - Esperanza Spalding - Justin Bieber - Drake - Florence + the Machine - Mumford & Sons                                                  |

### Pop
| Melhor Performance Pop Feminina - "Bad Romance" – Lady Gaga - "King of Anything" – Sara Bareilles - "Halo" – Beyoncé - "Chasing Pirates" – Norah Jones - "Teenage Dream" – Katy Perry                  | Melhor Performance Pop Masculina - "Just the Way You Are" – Bruno Mars - "Haven't Met You Yet" – Michael Bublé - "This Is It" – Michael Jackson - "Whataya Want from Me" – Adam Lambert - "Half of My Heart" – John Mayer |
| Melhor Performance Pop por Dupla ou Grupo - "Hey, Soul Sister" – Train - "Don't Stop Believin'" – Glee Cast - "Misery" – Maroon 5 - "The Only Exception" – Paramore - "Babyfather" – Sade              | Melhor Colaboração Pop com Vocais - "Imagine" – Herbie Hancock, P!nk, India.Arie, Seal, Konono Nº1, Jeff Beck e Oumou Sangaré - "Airplanes, Part II" – B.o.B, Eminem e Hayley Williams - "If It Wasn't for Bad" – Elton John e Leon Russell - "Telephone" – Lady Gaga e Beyoncé - "California Gurls" – Katy Perry e Snoop Dogg |
| Melhor Performance Pop Instrumental - "Nessun Dorma" – Jeff Beck - "Flow" – Laurie Anderson - "No Mystery" – Stanley Clarke - "Orchestral Intro" – Gorillaz - "Sleepwalk" – The Brian Setzer Orchestra | Melhor Álbum Pop Instrumental - Take Your Pick – Larry Carlton e Tak Matsumoto - Pushing the Envelope – Gerald Albright - Heart and Soul – Kenny G - Singularity – Robby Krieger - Everything Is Everything: The Music of Donny Hathaway – Kirk Whalum                                                                         |
| Melhor Álbum Pop - The Fame Monster – Lady Gaga - My World 2.0 – Justin Bieber - I Dreamed a Dream – Susan Boyle - Battle Studies – John Mayer - Teenage Dream – Katy Perry                            | Melhor Álbum Pop Tradicional - Crazy Love – Michael Bublé - The Greatest Love Songs of All Time – Barry Manilow - Let It Be Me: Mathis in Nashville – Johnny Mathis - Fly Me to the Moon... The Great American Songbook Volume V – Rod Stewart - Love Is the Answer – Barbra Streisand                                         |

### Dance
| Melhor Gravação de Dance - "Only Girl (In the World)" – Rihanna - "Rocket" – Goldfrapp - "In for the Kill" – La Roux - "Dance in the Dark" – Lady Gaga - "Dancing on My Own" – Robyn | Melhor Álbum de Dance/Eletrônica - La Roux – La Roux - These Hopeful Machines – BT - Further – The Chemical Brothers - Head First – Goldfrapp - Black Light – Groove Armada |

### Rock
| Melhor Performance Vocal de Rock - "Helter Skelter" – Paul McCartney - "Run Back to Your Side" – Eric Clapton - "Crossroads" – John Mayer - "Silver Rider" – Robert Plant and the Band of Joy - "Angry World" – Neil Young       | Melhor Performance Vocal de Rock por Dupla ou Grupo - "Tighten Up" – The Black Keys - "Ready to Start" – Arcade Fire - "I Put a Spell on You" – Jeff Beck & Joss Stone - "Radioactive" – Kings of Leon - "Resistance" – Muse |
| Melhor Performance de Hard Rock - "New Fang" – Them Crooked Vultures - "A Looking in View" – Alice in Chains - "Let Me Hear You Scream" – Ozzy Osbourne - "Black Rain" – Soundgarden - "Between the Lines" – Stone Temple Pilots | Melhor Performance de Metal - "El Dorado" – Iron Maiden - "Let the Guilt Go" – Korn - "In Your Words" – Lamb of God - "Sudden Death" – Megadeth - "World Painted Blood" – Slayer                                             |
| Melhor Canção de Rock - "Angry World" – Neil Young - "Little Lion Man" – Mumford & Sons - "Radioactive" – Kings of Leon - "Resistance" – Muse - "Tighten Up" – The Black Keys                                                    | Melhor Álbum de Rock - The Resistance – Muse - Emotion & Commotion – Jeff Beck - Backspacer – Pearl Jam - Mojo – Tom Petty and the Heartbreakers - Le Noise – Neil Young                                                     |

### R&B
| Melhor Performance de R&B Feminina - "Bittersweet" – Fantasia - "Everything to Me" – Monica - "Gone Already" – Faith Evans - "Tired" – Kelly Price - "Holding You Down" – Jazmine Sullivan                                                                    | Melhor Performance de R&B Masculina - "There Goes My Baby" – Usher - "Second Chance" – El DeBarge - "Finding My Way Back" – Jaheim - "Why Would You Stay" – Kem - "We're Still Friends" – Kirk Whalum e Musiq Soulchild  |
| Melhor Performance de R&B por Dupla ou Grupo - "Soldier of Love" – Sade - "Love" – Chuck Brown, Jill Scott e Marcus Miller - "Take My Time" – Chris Brown e Tank - "You've Got a Friend" – Ronald Isley e Aretha Franklin - "Shine" – John Legend e The Roots | Melhor Performance de R&B Tradicional - "Hang On in There" – John Legend e The Roots - "When a Woman Loves" – R. Kelly - "You're So Amazing" – Calvin Richardson - "In Between" – Ryan Shaw - "Go" (Live) – Betty Wright |
| Melhor Performance de Urban/Alternativa - "Fuck You" – Cee Lo Green - "Little One" – Bilal - "Orion" – Carolyn Malachi - "Tightrope" – Janelle Monáe e Big Boi - "Still" – Eric Roberson                                                                      | Melhor Canção de R&B - "Shine"– John Legend e The Roots - "Bittersweet"– Fantasia - "Finding My Way Back"– Jaheim - "Second Chance"– El DeBarge - "Why Would You Stay"– Kem                                              |
| Melhor Álbum de R&B - Wake Up! – John Legend e The Roots - Still Standing – Monica - Back to Me – Fantasia - Another Round – Jaheim - The Love & War Masterpeace – Raheem DeVaughn                                                                            | Melhor Álbum de R&B Contemporâneo - Raymond vs. Raymond – Usher - Untitled – R. Kelly - Graffiti – Chris Brown - Transition – Ryan Leslie - The ArchAndroid – Janelle Monáe                                              |